# ارتش دزدان
ارتش دزدان (به انگلیسی: Army of Thieves) یک فیلم کمدی و سرقت آمریکایی محصول سال ۲۰۲۱ به کارگردانی ماتیاس شوایگهوفر با فیلمنامه‌ای از شی هتن، از داستانی اصلی که توسط زک اسنایدر و هتن نوشته شده‌است. این فیلم یک پیش‌درآمد برای ارتش مردگان محسوب می‌شود. فیلمبرداری در آلمان و جمهوری چک در اکتبر ۲۰۲۰ آغاز شد، و در دسامبر ۲۰۲۰ به پایان رسید.

## داستان
قبل از وقایع فیلم ارتش مردگان، در مراحل آغازین شیوع زامبی، اتفاق می‌افتد؛ که در آن «لودویگ دیتر» آلمانی استخدام می‌شود تا همراه با گروهی جنایتکار، یک سرقت فوق مخفی بزرگ را انجام دهند.